# Klieversberg
Der Klieversberg ist eine ausgedehnte Anhöhe in Wolfsburg in Niedersachsen. Er ist als Siedlungsraum, Naherholungsgebiet und geologische Sehenswürdigkeit von Bedeutung.

## Geographie
Der Klieversberg ist ein 110 Meter über Normalhöhennull (NHN) hoher Hügel an der Nordgrenze des Ostfälischen Hügellandes bzw. des Braunschweigischen Flachlands. Nördlich des Klieversbergs verläuft in Ost-West-Richtung das Aller-Urstromtal etwa 60 Meter über NHN. Im Osten und Westen des Klieversbergs schließen sich weitere, etwas niedrigere Erhebungen an (Rotheberg, Wohltberg, Laagberg). Die Zuordnung ist aber unklar; gelegentlich werden Wohltberg und Laagberg auch zum Klieversberg gerechnet; er ist damit rund zwei Kilometer lang und einen Kilometer breit. Der Berg liegt weniger als einen Kilometer südwestlich des Stadtzentrums und bietet einen Panoramablick auf die Innenstadt und das gegenüber dem Mittellandkanal liegende Volkswagenwerk. An seinem Nordhang liegen von Ost nach West das Scharoun-Theater, das Planetarium, der CongressPark, das Theodor-Heuss-Gymnasium und die St.-Joseph-Kirche. Teile des Hangs sind mit Laubwald bestanden, teils sind Grünflächen vorhanden, die unter anderem als Rodelbahn oder Spielwiese genutzt werden. Ein Abschnitt des unteren Nordhanges ist mit modernen, mehrgeschossigen Wohnhäusern bebaut. Das Altenpflegeheim „Hanns-Lilje-Heim“ steht isoliert auf der Nordseite des Hanges. Dorthin führt die Martin-Luther-Straße, eine Sackgasse. Auf der Südseite der breiten Kuppe des Berges befinden sich die Stadtteile Klieversberg mit dem Klinikum und Eichelkamp. Im Ostteil des Berges stehen der Fernmeldeturm Wolfsburg-Klieversberg sowie die Porschehütte, die als Volkswagen-Dokumentationszentrum ausgebaut werden soll, und ein benachbartes Haus, das von der „Künstlergruppe Porschehütte“ genutzt wird. Der höchste Punkt liegt etwa am Nordrand des Waldes, östlich des Mahnmals für die Opfer der beiden Weltkriege, das einen rund 14 Meter hohen Obelisken aufweist. Mehrere Tafeln erinnern dort an die Schicksale der deutschen Heimatvertriebenen unterschiedlicher Regionen. Am Fuß des Mahnmals steht ein Einmannbunker aus dem Zweiten Weltkrieg. Im angrenzenden Wald befinden sich Abraumhalden zweier früherer Kalksteinbrüche.

### Geologie und Schutzstatus
Der Klieversberg ist ein Zeugenberg aus der Zeit des Jura, der durch Reliefumkehr entstand. Dabei wurden in der Kreidezeit Gesteine durch aufsteigendes Zechsteinsalz emporgehoben; anschließend setzte Verwitterung ein. Unter dem Allertal findet man heute in nur 100 bis 500 Metern Tiefe Zechsteinsalz. Im „Tiergehege“, einem ehemaligen Steinbruch auf dem Klieversberg, befindet sich eine zehn Meter hohe Wand aus grauem geschichteten Kalk- und Mergelstein, die dem unteren und mittleren Kimmeridgium zugerechnet werden. Die Gesteine gehören geologisch zur Allertal-Linie bzw. dem Hehlinger Graben. Die Wand ist als Naturdenkmal ausgewiesen. Im östlich des Tiergeheges gelegenen Steinbruch wurde Korallenoolith gewonnen. Der größte Teil des Waldes auf dem Klieversberg ist Teil eines Landschaftsschutzgebietes. Die Grünflächen auf der Nordseite des Berges sind nicht als Landschaftsschutzgebiet ausgewiesen, sie sind aber als „mageres mesophiles Grünland kalkreicher Standorte“ geschützt.
Die „Hohensteine“, eine Gesteinsformation im Stadtteil Hohenstein, werden gelegentlich auch zum Klieversberg gezählt. Es sind Sandsteine aus den Polyplocusschichten des mittleren Jura.

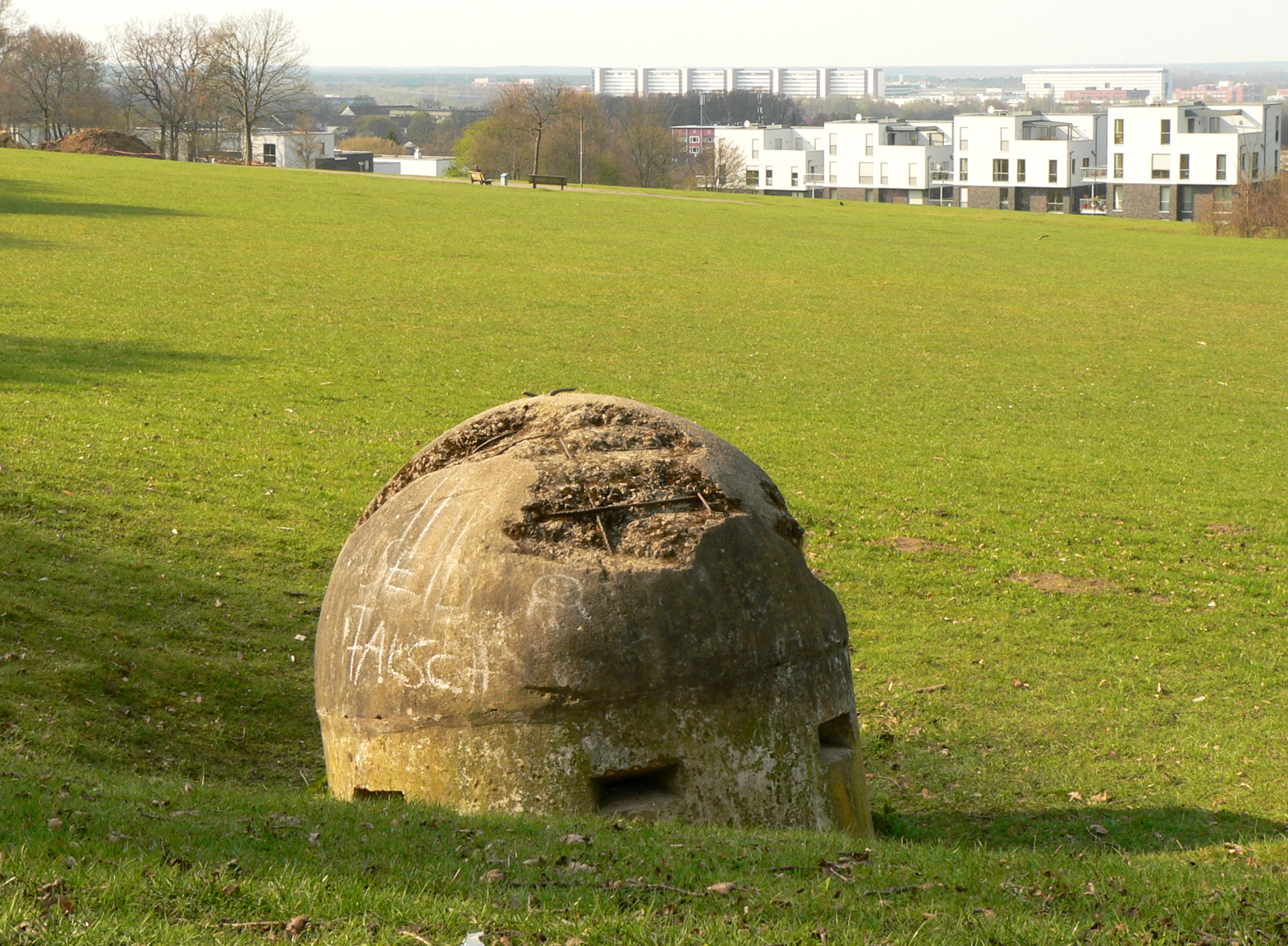
Einmannbunker
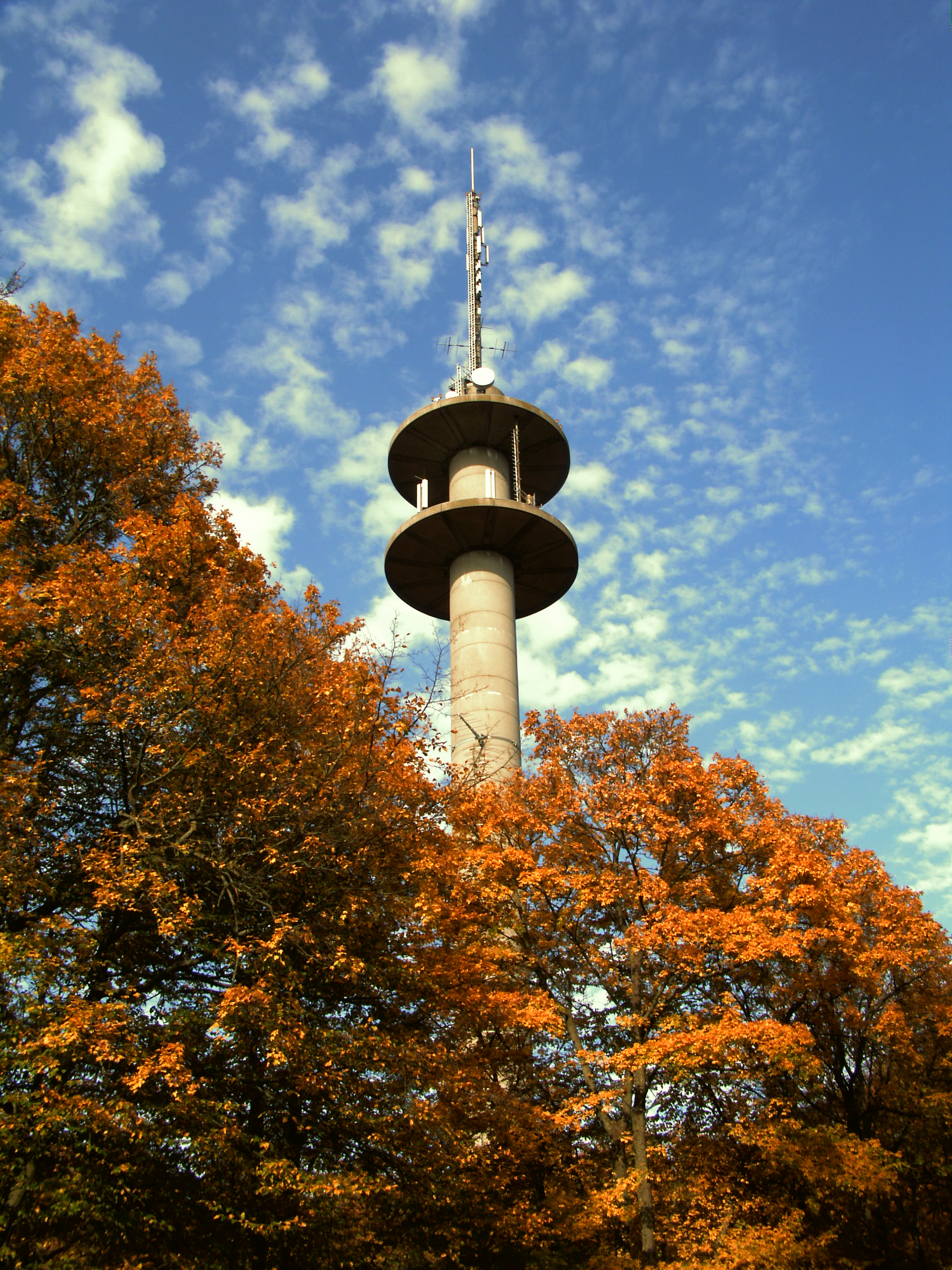
Fernmeldeturm Wolfsburg-Klieversberg
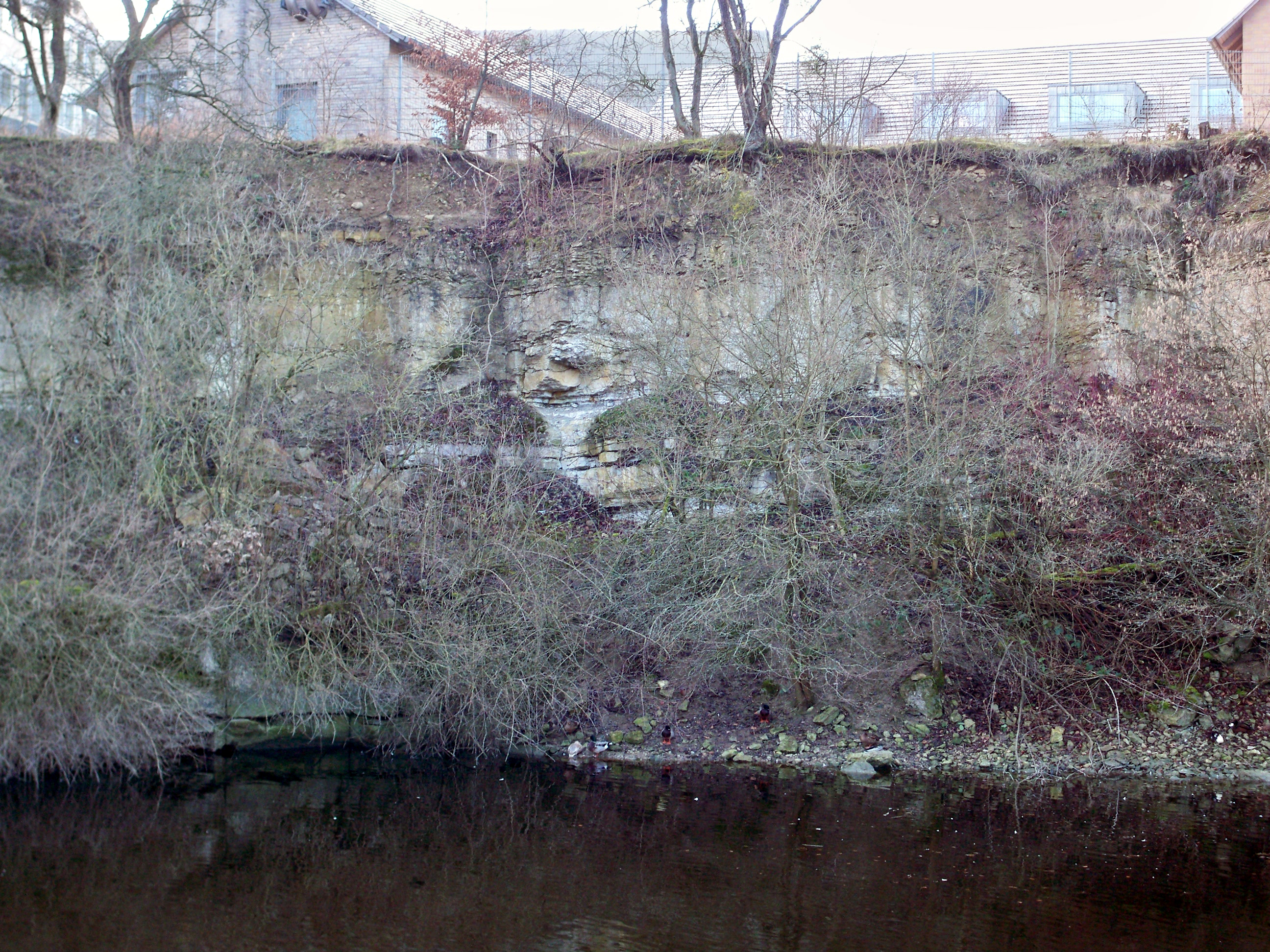
Die Kalksteinwand im Tiergehege
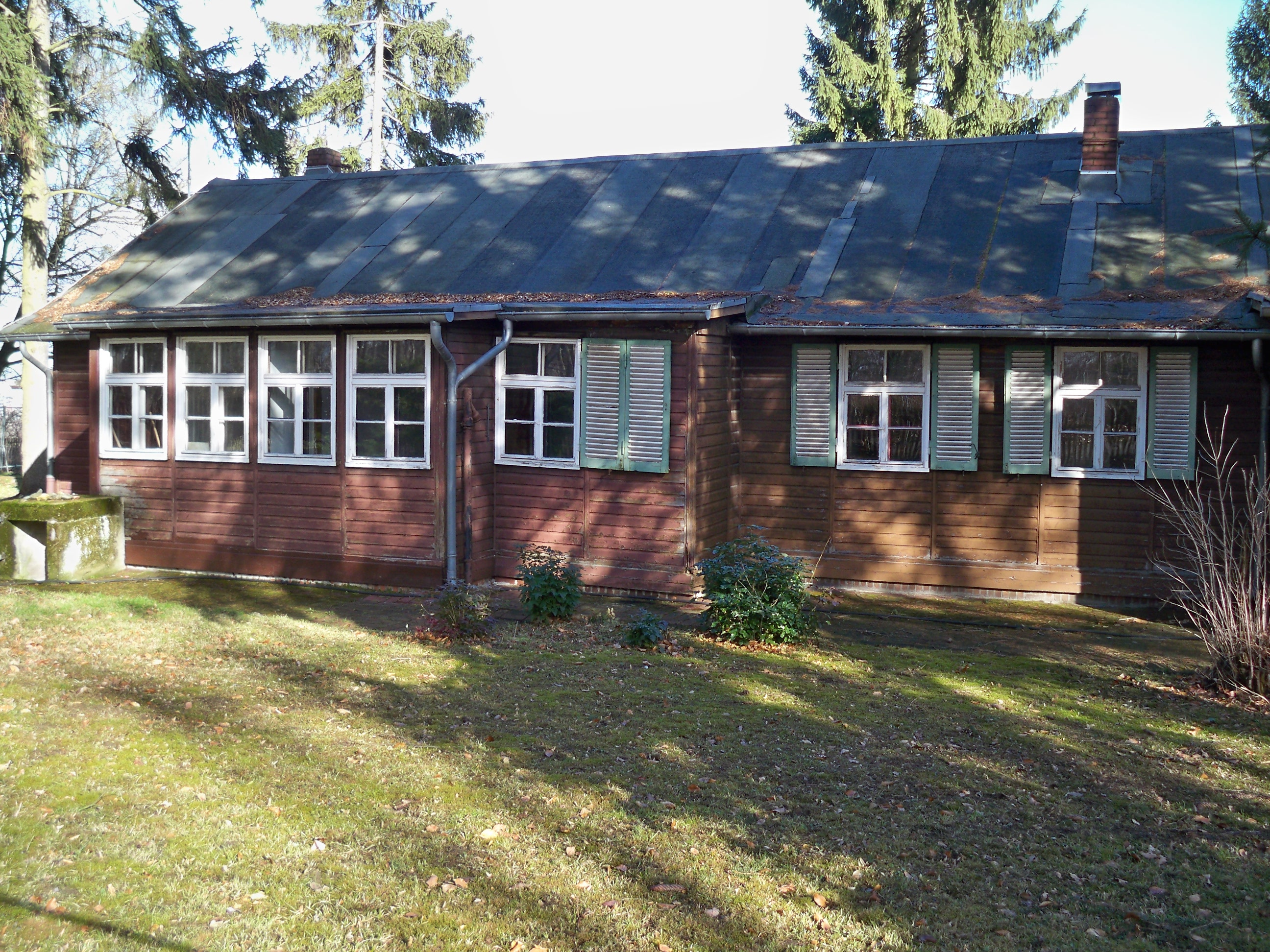
Die Porschehütte von 1938
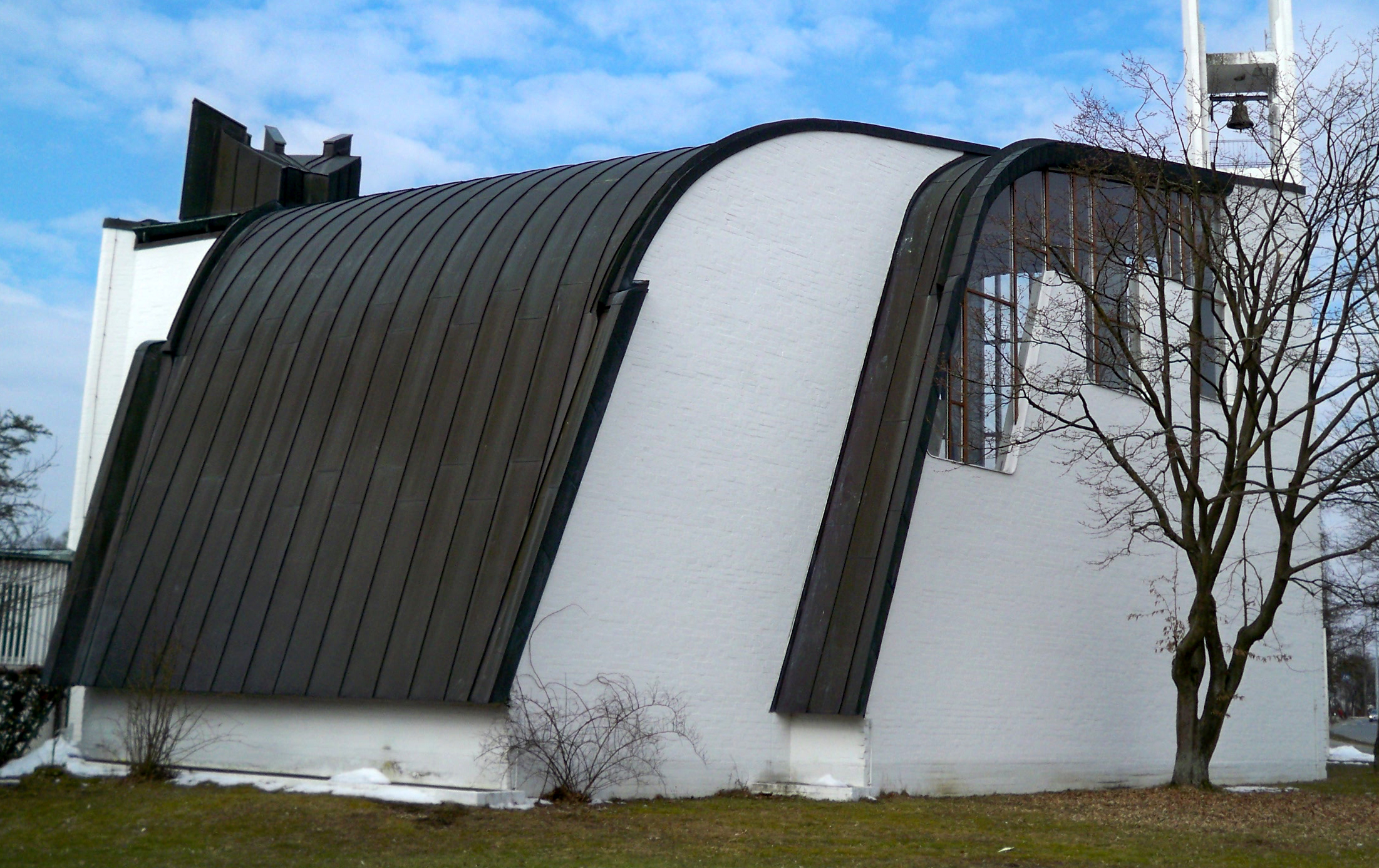
Heilig-Geist-Kirche
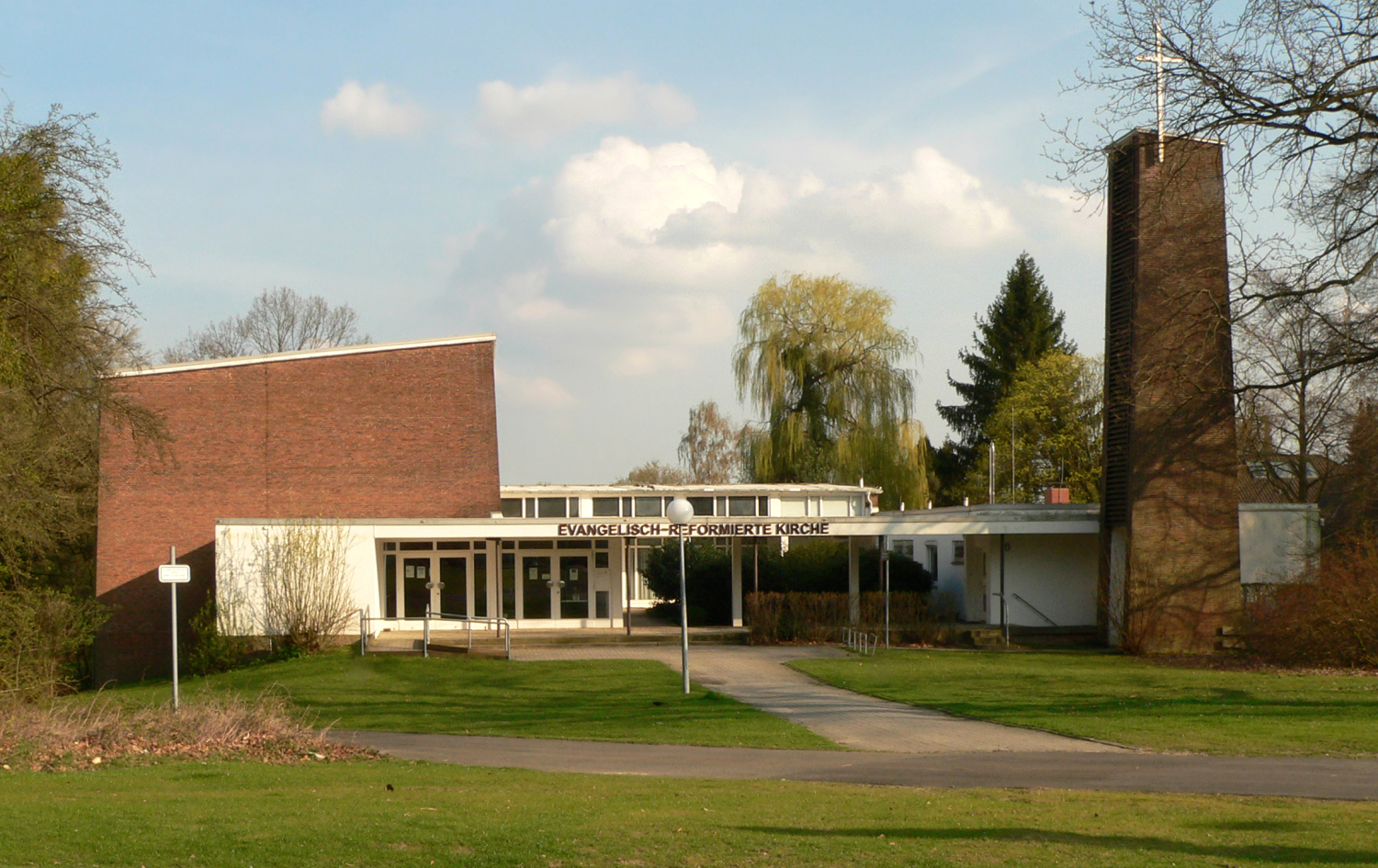
Evangelisch-reformierte Kirche
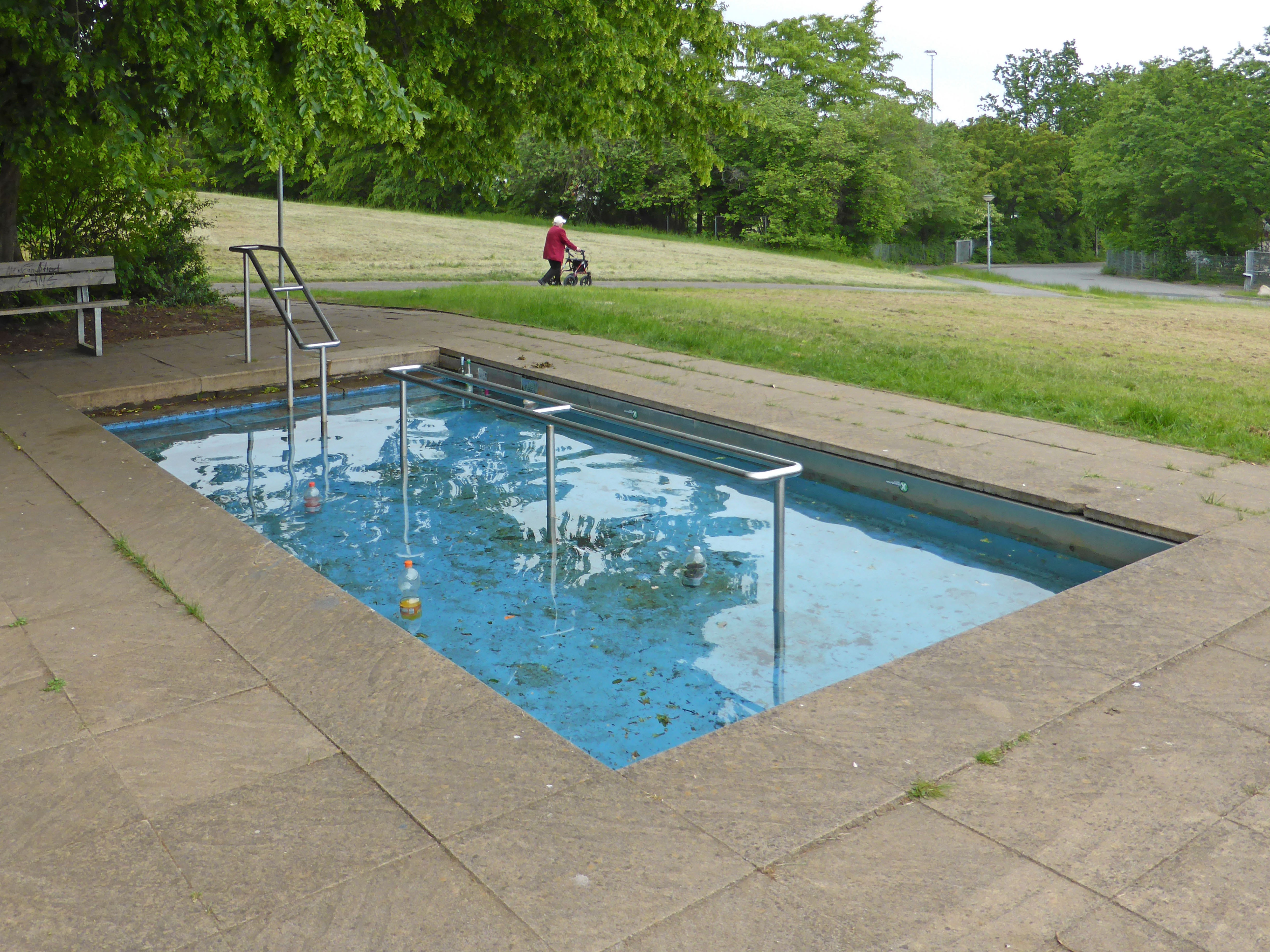
Wassertretbecken

## Geschichte

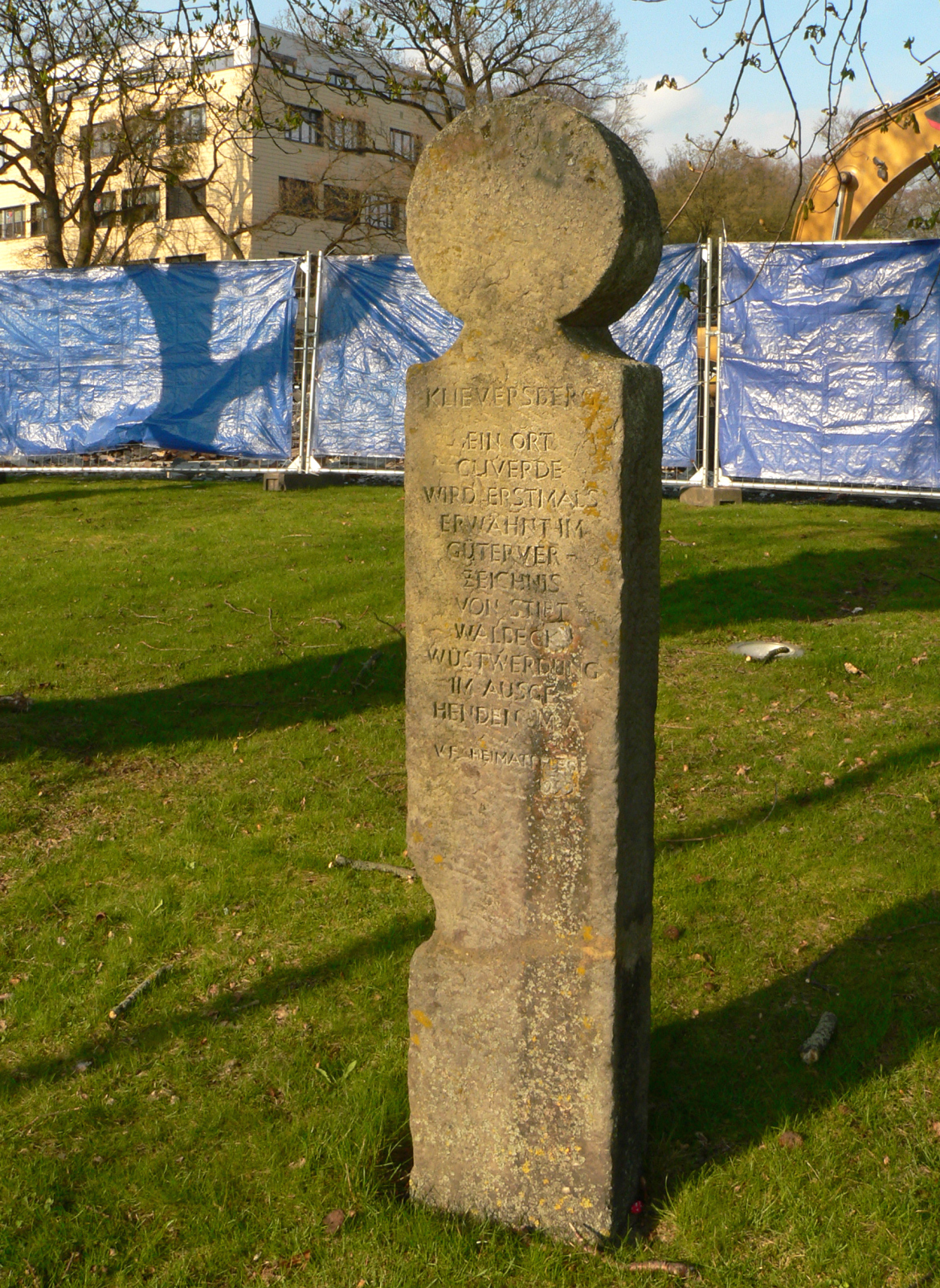
Gedenkstein für die Wüstung Cliverde

Auf dem Klieversberg befand sich die Siedlung Cliverde bzw. Klieverde, die erstmals in einem Güterverzeichnis des Stifts Walbeck erwähnt wurde und am Ende des Mittelalters wüst fiel. Der Ortsname bedeutet „Kleiberg“, so dass Klieversberg „Kleibergberg“ bedeutet. Reste von Wölbackern des Dorfes befinden sich im westlichen Bereich des Klieversbergs. Der Berg wurde Anfang des 20. Jahrhunderts noch als Kliebersberg bezeichnet. 1925 wurde ein Kalksteinbruch nahe dem Gipfel stillgelegt, ein weiterer, östlich benachbarter Steinbruch wurde ebenfalls geschlossen und verfüllt, nachdem er wie der andere Steinbruch mehrere Jahrhunderte genutzt worden war. Unter anderem waren dort Materialien für den Bau von Schloss Wolfsburg, der St.-Annen-Kirche und der St.-Marien-Kirche gewonnen worden.
Nach der Gründung der „Stadt des KdF-Wagens bei Fallersleben“ 1938 ließ der Chefkonstrukteur Ferdinand Porsche auf dem Berg ein Haus bauen, die „Porschehütte“. Für den Bau der Stadt sah der verantwortliche Stadtplaner Peter Koller im östlichen Bereich des Klieversbergs die Errichtung einer „Stadtkrone“ vor. Die gesamte Stadt sollte auf diese – aus repräsentativen Gebäuden für die NSDAP bestehende – „Stadtkrone“ ausgerichtet sein. Durch den Ausbruch des Zweiten Weltkriegs 1939 wurde der „Koller-Plan“ nur zu kleinen Teilen realisiert. Am Nordrand des Klieversbergs wurde lediglich eine kurze, breite Prachtstraße erbaut, die heute als Teil der Straße „Klieverhagen“ vor allem als Parkplatz genutzt wird. Auf dem Klieversberg, etwa an der Stelle des heutigen Mahnmals, stand während des Krieges ein Holzturm mit Flakstation sowie mehreren Einmann-Bunkern. Ab 1938 wurde nahe dem ehemaligen Steinbruch ein Hochbehälter gebaut, der die Wasserversorgung des Volkswagenwerkes und der Stadt sicherstellte. Bereits 1943 wurde er durch einen bei Nordsteimke gelegenen größeren Wasserhochbehälter ersetzt. Später wurde er nur noch als Notbehälter vorgehalten, inzwischen ist er stillgelegt.
1948 sah der Stadtplaner Hans Bernhard Reichow für den Klieversberg ein Stadion vor, das wie die „Stadtkrone“ ungebaut blieb. Bis 1951 verlief eine Straße von Wolfsburg nach Mörse über den Ostteil des Berges; sie wurde durch die weiter östlich gelegene „Braunschweiger Straße“ ersetzt und zum Waldweg heruntergestuft. 1953 wurde ein Mahnmal für die Opfer der beiden Weltkriege errichtet.

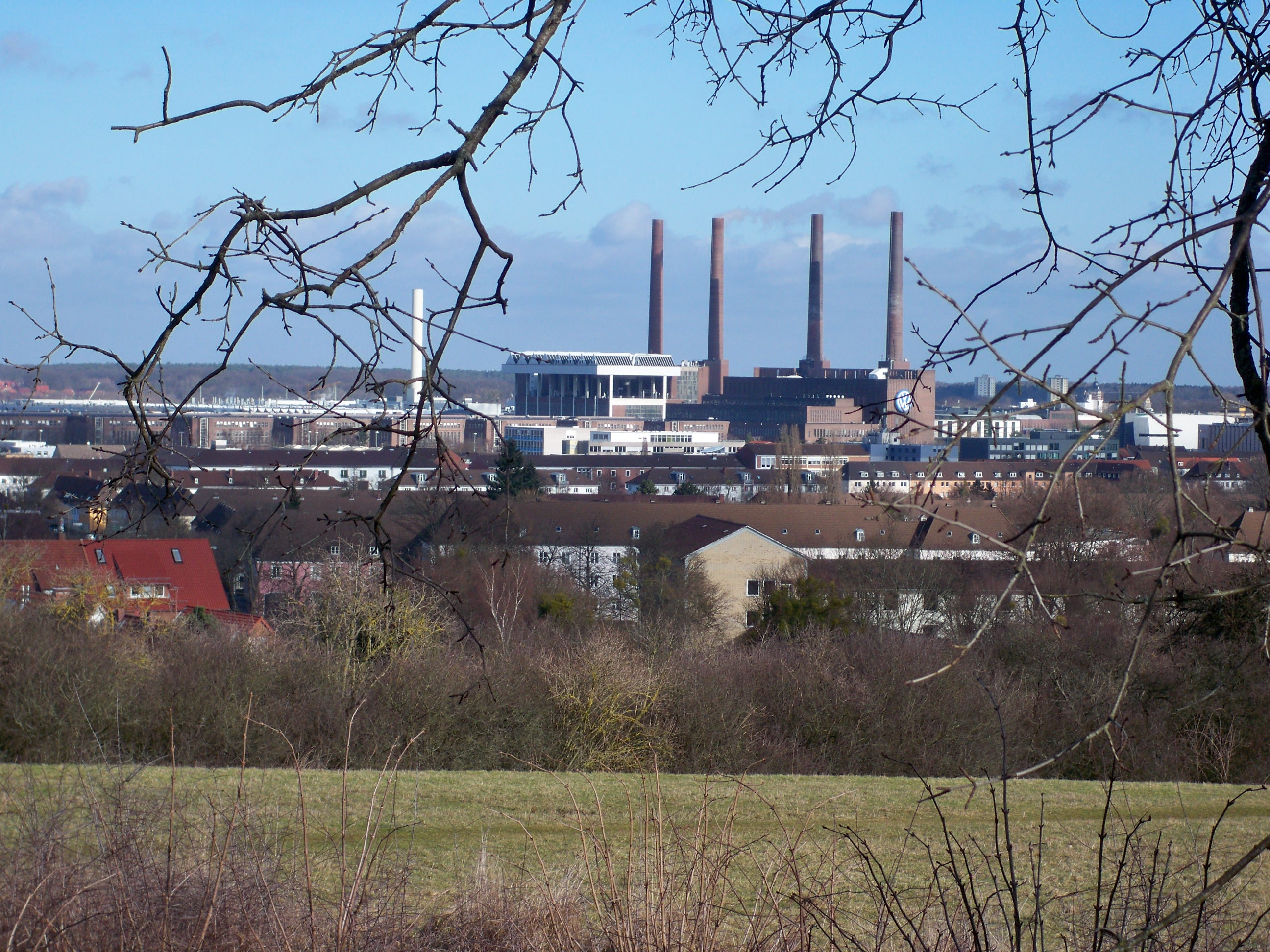
Blick vom Klieversberg auf das Volkswagenwerk Wolfsburg

1953 begann der Bau des Stadtkrankenhauses auf dem Klieversberg. 1955 leitete der nunmehr als Stadtbaurat verantwortliche Peter Koller die Bebauung des südlichen Teils als Gartenstadt „Klieversberg-Süd“ in die Wege. Der Name des Stadtteils wurde später zu „Klieversberg“ verkürzt. Westlich davon wurde die Siedlung „Eichelkamp“ ebenfalls auf der Südseite des Klieversbergs erbaut. Das „Tiergehege“ wurde 1958 bis 1959 eingerichtet. Am 17. Juni 1962 demonstrierten rund 6000 Menschen am Mahnmal für die Wiedervereinigung Deutschlands. Im selben Jahr wurde ein einzelstehendes Hochhaus am Hochring errichtet, das mit 146 Metern über NHN die höchstgelegenen Wohnungen Wolfsburgs aufweist. 1970 brannte das Ausflugsrestaurant „Waldpavillon“, im Volksmund „Café Mückenstich“ genannt, nieder und wurde nicht wieder aufgebaut. 1971 wurden zahlreiche Bäume auf dem Klieversberg sowie die Hohensteine als Naturdenkmale ausgewiesen. 1976 wurde der Fernmeldeturm Wolfsburg-Klieversberg, ein Typenturm der Deutschen Bundespost, mit einer Antennenhöhe von 78 Metern unweit der höchsten Stelle errichtet. 1977 wurde das „Hanns-Lilje-Heim“ eingeweiht, damals an der „Klieversbergstraße“ gelegen, die später in „Martin-Luther-Straße“ umbenannt wurde.
Zum 50-jährigen Stadtjubiläum 1988 wurde erstmals ein geologischer Lehrpfad auf dem Klieversberg eingerichtet. 2010 sanierten ihn Mitarbeiter des Freilicht- und Erlebnismuseums Ostfalen (FEMO). 2014 trat die Stadt Wolfsburg dem Geopark Harz – Braunschweiger Land – Ostfalen bei, das eine Fläche von 11.000 km² umfasst. Damit sollen die geologisch interessanten Stellen auf dem Klieversberg erschlossen und erhalten werden. Dazu gehört eine Fossilienfundstelle aus dem Jura, die beim Neubau von Wohnhäusern Anfang der 2010er Jahre entdeckt wurde. Der Bau der Wohnhäuser war umstritten, da Teile der Grünflächen und des Waldes aufgegeben wurden. 2015 begannen Arbeiten für weitere Wohnhäuser am Hanns-Lilje-Heim.